# Лісоучасток Саранна
Лісоуча́сток Сара́нна (рос. Лесоучасток Саранная) — населений пункт без офіційного статусу у складі Балейського району Забайкальського краю, Росія. Входить до складу Нижньококуйського сільського поселення.
Стара назва — Саранна.

## Населення
Населення — 195 осіб (2010; 256 у 2002).
Національний склад (станом на 2002 рік):
- росіяни — 100 %